# Драгалевац-Средни
Драгалевац-Средни (серб. Драгаљевац Средњи / Dragaljevac Srednji) — посёлок в общине Биелина Республики Сербской Боснии и Герцеговины. Население составляет 782 человека по переписи 2013 года.